# Guido Carrillo
Guido Marcelo Carrillo (Magdalena, Buenos Aires, Argentina; 25 de mayo de 1991) es un jugador de fútbol argentino. Juega como delantero y su equipo actual es el Club Estudiantes de La Plata que se desempeña en la Primera División de Argentina.

## Trayectoria

### Estudiantes de La Plata
Debutó en el Torneo Clausura 2011, el 21 de mayo contra Huracán ingresando a los 79 minutos a la edad de 19 años con el número 17. En el siguiente campeonato, el Apertura 2011, marcó su primer gol en la primera del Pincha, en la victoria 4-3 ante Argentinos Juniors. También convirtió en el triunfo 2-1 ante Unión de Villa Krause por los 32avos de final de la Copa Argentina. En el Torneo Inicial 2012, bajo la conducción de Diego Cagna, logró continuidad en la primera de Estudiantes. En las primeras 13 fechas, todas como titular, marcó 2 goles. En total, hasta agosto de 2013, llevaba jugados 60 partidos en Estudiantes, marcando 10 goles. En la temporada 2013 se convierte en un jugador importante del equipo luego de la venta de Duván Zapata al Napoli de Italia, y lo hace con grandes actuaciones, logrando en el Torneo Final 2014 su mejor marca goleadora, anotando 8 tantos en el certamen, que Estudiantes pelea hasta el final pero finaliza en el tercer lugar. Su gran rendimiento hace que durante el mercado invernal del 2014 se rumoree su salida al fútbol europeo, sin embargo el club decide retenerlo con vistas a la vuelta de Estudiantes a la competencia internacional. El segundo semestre del 2014 lo vuelve a encontrar en un gran nivel. Se destaca su capitanía en la histórica victoria de Estudiantes por 1 a 0 a Gimnasia que le otorga la clasificación a los octavos de final de la Copa Sudamericana.
El 5 de mayo Club Estudiantes de La Plata recibiría en su cancha por la ida de los octavos de final de la Copa Libertadores jugaría contra Independiente Santa Fe de Colombia en lo que sería una victoria 2-1 con un gol de Guido Carrillo tras un córner la pelota fue desviada por un cabezazo, tuvo tiempo de tocarla al arco. El 12 de mayo jugaba el partido desde el arranca en el encuentro vuelta de los octavos de la Copa Libertadores, Estudiantes LP visitaría a Independiente Santa Fe en el estadio El Campin, en el cual quedó eliminado por 0-2 en Colombia.
El 4 de junio Guido Carrillo jugaría su último partido ante su gente en el cual fue la gran figura del partido por ser el autor de los dos goles de su equipo y se retiró con la ovación de la hinchada, en la victoria 2-1 contra Deportivo Santamarina que milita en la Primera B Nacional por los 32vos de la Copa Argentina. El 8 de junio Club Estudiantes de La Plata como visitante se quedó esta noche con una victoria sobre Defensa y Justicia por 1-0, en partido correspondiente a la fecha 15 del Campeonato de Primera Argentino, el joven delantero, haría su último gol con la camiseta del "Pincha" tras un centro en el que se elevó más alto que todos, dándole de cabeza el triunfo a su equipo.

### A. S. Mónaco
El 20 de junio de 2015, el sitio oficial de Estudiantes de La Plata confirmó la venta de Carrillo al A. S. Mónaco de Francia, en una transacción que rondó los diez millones de dólares. El 6 de julio fue oficialmente presentado como nuevo jugar del A. S. Mónaco de Francia en el Estadio Luis II donde firmó contrato por los próximos cinco años. El 22 de julio de 2015, metió su primer gol con la camiseta del A. S. Mónaco, de cabeza, frente al Mainz de Alemania, amistoso disputado en Suiza
El 28 de julio A. S. Mónaco jugó por la pre-champions contra el BSC Young Boys para clasificar a la zona de grupos de la Liga de Campeones de la UEFA, en el partido de ida sacarían una ventaja 3-1, en donde Guido ingresó a los 25 del segundo tiempo y con un gol de cabeza de un tiro libre realizado por João Moutinho convirtió el segundo gol de su equipo en el partido.

### Southampton F. C.
En enero de 2018 fue transferido al Southampton Football Club por unos 22 millones de euros, donde apenas jugó siete partidos.

### Etapa en España
En julio de 2018 se anunció la cesión al Club Deportivo Leganés, donde volvió a coincidir con el entrenador que lo llevó al Southampton F. C., Mauricio Pellegrino, y otros argentinos como Jonathan Silva. Se consolidó como el delantero titular del equipo en la temporada 2018-19 y marcó 6 goles en 33 encuentros, lo que alentó rumores de que lo pretendían Boca Juniors y Estudiantes, junto a la intención del Leganés de retenerlo. El 1 de septiembre de 2019 regresó al conjunto pepinero para jugar otra temporada como cedido.
Tras desvincularse del Southampton F. C., el 5 de octubre de 2020 firmó dos temporadas por el Elche Club de Fútbol. Tras finalizar contrato el 30 de junio de 2022, quedó libre.

### Henan F. C.
El 30 de agosto de 2022 firmó por el Henan Football Club para jugar en la Superliga de China.

### Regreso a Estudiantes de La Plata
El 10 de enero de 2023 se confirmó la vuelta de Carrillo a Estudiantes de la Plata, firmando un contrato por dos años.
El 13 de diciembre se consagró campeón de la Copa Argentina con el cuadro pincharrata, convirtiendo el único tanto del encuentro en el minuto 54' para darle la victoria a su equipo por 1-0 en la final contra Defensa y Justicia.
El 5 de mayo de 2024 integró el equipo titular del Estudiantes que obtuvo la Copa de la Liga Profesional 2024.
El 28 de julio de 2024 convirtió un doblete en el clásico platense, en la victoria 4-1 ante Gimnasia y Esgrima La Plata. En septiembre de 2024 firmó la extensión de su contrato con el club hasta diciembre de 2026.
El 21 de diciembre de 2024 integró el equipo titular que obtuvo el Trofeo de Campeones de la Liga Profesional 2024, anotando el tercer gol en el triunfo de Estudiantes de La Plata ante Vélez Sarsfield por 3-0 en el Estadio Único Madre de Ciudades de Santiago del Estero.

## Selección nacional

### Sub-18
El 15 de abril de 2007 formó parte del seleccionado sub-18 en un amistoso que terminó 5-0 contra Estados Unidos, ingresando en el segundo tiempo y marcando un gol.

## Estadísticas

### Clubes
- Actualizado al último partido disputado el 13 de agosto de 2025.

| Club | Div.          | Temporada     | Liga  | Liga  | Liga   | Copas nacionales(1) | Copas nacionales(1) | Copas nacionales(1) | Torneos internacionales(2) | Torneos internacionales(2) | Torneos internacionales(2) | Total(3) | Total(3) | Total(3) |
| Club | Div.          | Temporada     | Part. | Goles | Asist. | Part.               | Goles               | Asist.              | Part.                      | Goles                      | Asist.                     | Part.    | Goles    | Asist.   |
| --- | ------------- | ------------- | ----- | ----- | ------ | ------------------- | ------------------- | ------------------- | -------------------------- | -------------------------- | -------------------------- | -------- | -------- | -------- |
| Estudiantes de La Plata Argentina | 1.ª           | 2010-11       | 4     | 0     | 0      | —                   | —                   | —                   | —                          | —                          | —                          | 4        | 0        | 0        |
| Estudiantes de La Plata Argentina | 1.ª           | 2011-12       | 22    | 2     | 0      | 1                   | 1                   | 0                   | —                          | —                          | —                          | 23       | 3        | 0        |
| Estudiantes de La Plata Argentina | 1.ª           | 2012-13       | 28    | 4     | 0      | 0                   | 0                   | 0                   | —                          | —                          | —                          | 28       | 4        | 0        |
| Estudiantes de La Plata Argentina | 1.ª           | 2013-14       | 37    | 12    | 2      | 1                   | 0                   | 0                   | —                          | —                          | —                          | 38       | 12       | 2        |
| Estudiantes de La Plata Argentina | 1.ª           | 2014          | 16    | 5     | 3      | 3                   | 1                   | 0                   | 6                          | 3                          | 0                          | 25       | 9        | 3        |
| Estudiantes de La Plata Argentina | 1.ª           | 2015          | 11    | 4     | 0      | 1                   | 2                   | 0                   | 10                         | 7                          | 1                          | 22       | 13       | 1        |
| Estudiantes de La Plata Argentina | 1.ª           | 2023          | 17    | 1     | 0      | 8                   | 3                   | 1                   | 8                          | 4                          | 2                          | 33       | 8        | 3        |
| Estudiantes de La Plata Argentina | 1.ª           | 2024          | 19    | 7     | 1      | 15                  | 6                   | 2                   | 4                          | 1                          | 1                          | 38       | 14       | 4        |
| Estudiantes de La Plata Argentina | 1.ª           | 2025          | 18    | 1     | 2      | 1                   | 0                   | 0                   | 5                          | 2                          | 1                          | 24       | 3        | 3        |
| Estudiantes de La Plata Argentina | Total club    | Total club    | 172   | 36    | 8      | 30                  | 13                  | 3                   | 33                         | 17                         | 5                          | 235      | 66       | 16       |
| A. S. Mónaco Mónaco | 1.ª           | 2015-16       | 31    | 4     | 2      | 2                   | 0                   | 0                   | 7                          | 1                          | 1                          | 40       | 5        | 3        |
| A. S. Mónaco Mónaco | 1.ª           | 2016-17       | 19    | 7     | 1      | 4                   | 1                   | 2                   | 8                          | 0                          | 2                          | 31       | 8        | 5        |
| A. S. Mónaco Mónaco | 1.ª           | 2017-18       | 15    | 4     | 1      | 4                   | 4                   | 1                   | 5                          | 0                          | 0                          | 24       | 8        | 2        |
| A. S. Mónaco Mónaco | Total club    | Total club    | 65    | 15    | 4      | 10                  | 5                   | 3                   | 20                         | 1                          | 3                          | 95       | 21       | 10       |
| Southampton F. C. Inglaterra | 1.ª           | 2017-18       | 7     | 0     | 1      | 3                   | 0                   | 1                   | —                          | —                          | —                          | 10       | 0        | 2        |
| Southampton F. C. Inglaterra | Total club    | Total club    | 7     | 0     | 1      | 3                   | 0                   | 1                   | 0                          | 0                          | 0                          | 10       | 0        | 2        |
| C. D. Leganés · España | 1.ª           | 2018-19       | 32    | 6     | 1      | 1                   | 0                   | 0                   | —                          | —                          | —                          | 33       | 6        | 1        |
| C. D. Leganés · España | 1.ª           | 2019-20       | 24    | 1     | 2      | 3                   | 3                   | 0                   | —                          | —                          | —                          | 27       | 4        | 2        |
| C. D. Leganés · España | Total club    | Total club    | 56    | 7     | 3      | 4                   | 3                   | 0                   | 0                          | 0                          | 0                          | 60       | 10       | 3        |
| Elche C. F. · España | 1.ª           | 2020-21       | 21    | 3     | 2      | 1                   | 0                   | 1                   | —                          | —                          | —                          | 22       | 3        | 3        |
| Elche C. F. · España | 1.ª           | 2021-22       | 29    | 2     | 0      | 3                   | 2                   | 0                   | —                          | —                          | —                          | 32       | 4        | 0        |
| Elche C. F. · España | Total club    | Total club    | 50    | 5     | 2      | 4                   | 2                   | 1                   | 0                          | 0                          | 0                          | 54       | 7        | 3        |
| Henan F. C. China | 1.ª           | 2022          | 13    | 2     | 1      | 0                   | 0                   | 0                   | —                          | —                          | —                          | 13       | 2        | 1        |
| Henan F. C. China | Total club    | Total club    | 13    | 2     | 1      | 0                   | 0                   | 0                   | 0                          | 0                          | 0                          | 13       | 2        | 1        |
| Total carrera | Total carrera | Total carrera | 363   | 65    | 19     | 51                  | 23                  | 8                   | 53                         | 18                         | 8                          | 467      | 106      | 35       |
| (1) Incluye Copa Argentina, Copa de la Liga Profesional, Supercopa Argentina, Trofeo de Campeones, Supercopa Internacional, Copa de Francia, Copa de la Liga de Francia, Supercopa de Francia, FA Cup, Copa del Rey y Copa FA de China. (2) Incluye Copa Libertadores, Copa Sudamericana, Liga Europa de la UEFA y Liga de Campeones de la UEFA. (3) No incluye goles en partidos amistosos. |               |               |       |       |        |                     |                     |                     |                            |                            |                            |          |          |          |

## Palmarés

### Campeonatos nacionales
| Título              | Club                    | País      | Año     |
| ------------------- | ----------------------- | --------- | ------- |
| Ligue 1             | A. S. Mónaco            | Francia   | 2016-17 |
| Copa Argentina      | Estudiantes de La Plata | Argentina | 2023    |
| Copa de la Liga     | Estudiantes de La Plata | Argentina | 2024    |
| Trofeo de Campeones | Estudiantes de La Plata | Argentina | 2024    |